# Benedikt von Waldstein
Benedikt von Waldstein (tschechisch Benedikt/Beneš z Valdštejna; * um 1440; † 18. März 1505 in Hohenstadt, Mähren) war ein römisch-katholischer Geistlicher. Er war von 1485 bis zu seinem Amtsverzicht 1498 Bischof von Cammin.

## Leben
Er entstammte dem alten böhmischen Herrengeschlecht Waldstein. Seine Eltern waren Heník von Waldstein († 1447) und Elisabeth/Eliška von Kováň († 1478). 1458 erwarb er an der Universität Prag den akademischen Grad eines Magister Artium. Anschließend studierte er an der Universität Krakau Theologie. Er erwarb Domherrenstellen in Leitmeritz, Prag, Altbunzlau und Olmütz. 1484 hielt er sich am Papsthof in Rom auf.
Als das Amt des Bischofs von Cammin in Pommern durch den Amtsverzicht von Bischof Angelus Geraldini frei wurde, ernannte Papst Innozenz VIII. Benedikt von Waldstein am 2. Dezember 1485 zu dessen Nachfolger. Am 2. Mai 1486 wurde Benedikt von Waldstein im Camminer Dom inthronisiert, die Huldigung im Stiftsgebiet fand am 28. Mai 1486 in Kolberg statt.
Benedikt von Waldstein ließ liturgische Bücher für sein Bistum neu zusammenstellen und drucken. 1492 führte er eine Diözesansynode in Stargard durch, deren Beschlüsse das geistliche Leben im Bistum ordnen sollten.
Die Regierung im Stiftsgebiet überließ er überwiegend Administratoren, darunter Georg von Puttkamer, Domkantor in Cammin. Im Übrigen machte er der mächtigsten Stadt im Stiftsgebiet, Kolberg, bedeutende Zugeständnisse.
1490 reiste Benedikt von Waldstein nach Rom. 1493 reiste er in seine böhmische Heimat, wo er unter anderem Kirchen in Driesendorf und Dobrusch weihte. Dem Stift Třeboň schenkte er damals ein reich illustriertes Brevier, das sich jetzt in der Nationalbibliothek in Prag befindet.
Herzog Bogislaw VIII. von Pommern war offenbar mit der Amtsführung durch Bischof Benedikt von Waldstein unzufrieden. Denn der Herzog nutzte auf der Rückreise aus dem Heiligen Land einen mehrwöchigen Aufenthalt in Rom dazu, von Papst Alexander VI. die Erlaubnis dafür zu erhalten, dass sein Reisebegleiter Martin Karith, der Dekan des Kolberger Domkapitels war, zum Koadjutor und Nachfolger von Bischof Benedikt gewählt werden durfte. Zurück in Pommern, wurde Martin Karith am 4. Juli 1498 durch das Camminer Domkapitel dementsprechend zum Koadjutor und Nachfolger gewählt. Damit konfrontiert, entschied sich Bischof Benedikt von Waldstein, nun gleich zurückzutreten. Er verzichtete am 27. August 1498 auf sein Amt, erhielt im Gegenzug eine Pension und konnte den Stettiner Bischofshof als Ruhesitz nutzen. Der Altbischof starb im Jahre 1505 auf einer Reise in Hohenstadt in Mähren. Er wurde in der Schlosskirche in Hohenstadt bestattet.